# ロシアの総合格闘技
ロシアの総合格闘技（ロシアのそうごうかくとうぎ、英語: Mixed martial arts in Russia）では、ロシア連邦における総合格闘技について記述する。

## 歴史
レスリングはロシアの総合格闘技の重要な要素と見なされている。レスリングの次に人気のある格闘技は、ソビエト連邦で生まれたサンボである。ダゲスタン共和国はUFCで地位を確立した多数の総合格闘家を生み出している。実際にUFCで優勝した最初のロシア人およびイスラム教徒であり、無敗のまま引退したハビブ・ヌルマゴメドフは、ダゲスタンでキャリアの一部を訓練してきたことは注目に値する。
2012年にロシアMMA連合が設立され、初代会長にエメリヤーエンコ・ヒョードルが就任した。ヒョードルは2018年に退任し、ラドミール・ガブドゥリンが会長の座についた。2022年ロシアのウクライナ侵攻後、国際総合格闘技連盟（IMMAF）はロシアMMA連合の会員資格を停止した。ロシア人選手がすべてのIMMAF大会に参加することを禁止し、ロシア国内でのIMMAF大会の開催も禁止した。

## 組織
統治機関
- ロシアMMA連合（英語版）

MMA組織
- AMC Fight Nights
- Absolute Championship Akhmat
- Eagle Fighting Championship
- イーグルスMMA
- ファイトクラブ・アフマト

活動停止
- ロシアン・トップチーム
- レッドデビル・スポーツクラブ
- M-1 Global
- R-1連盟（英語版）